# Gančani
Gančani é uma vila localizada no município de Beltinci na Eslovênia. Possuía uma população estimada de 978 habitantes em 2020.